# Evzones

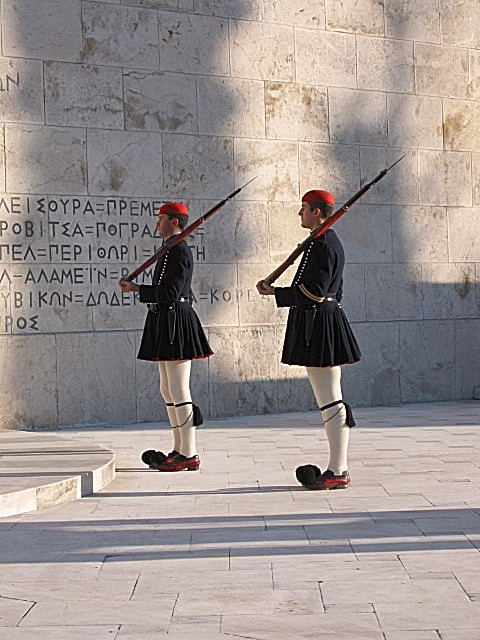
Dos evzones frente al túmulo del Soldado Desconocido.

Los evzones (en griego: Εύζωνες o Ευζώνοι, término usado desde los tiempos de Homero que viene a significar "los de la buena cintura") eran los diversos regimientos de batallones de élite de la infantería ligera del ejército griego. Actualmente, son los miembros de la Guardia Presidencial griega, una unidad ceremonial que custodia el parlamento griego y la tumba del soldado desconocido en la plaza Sintagma de Atenas.

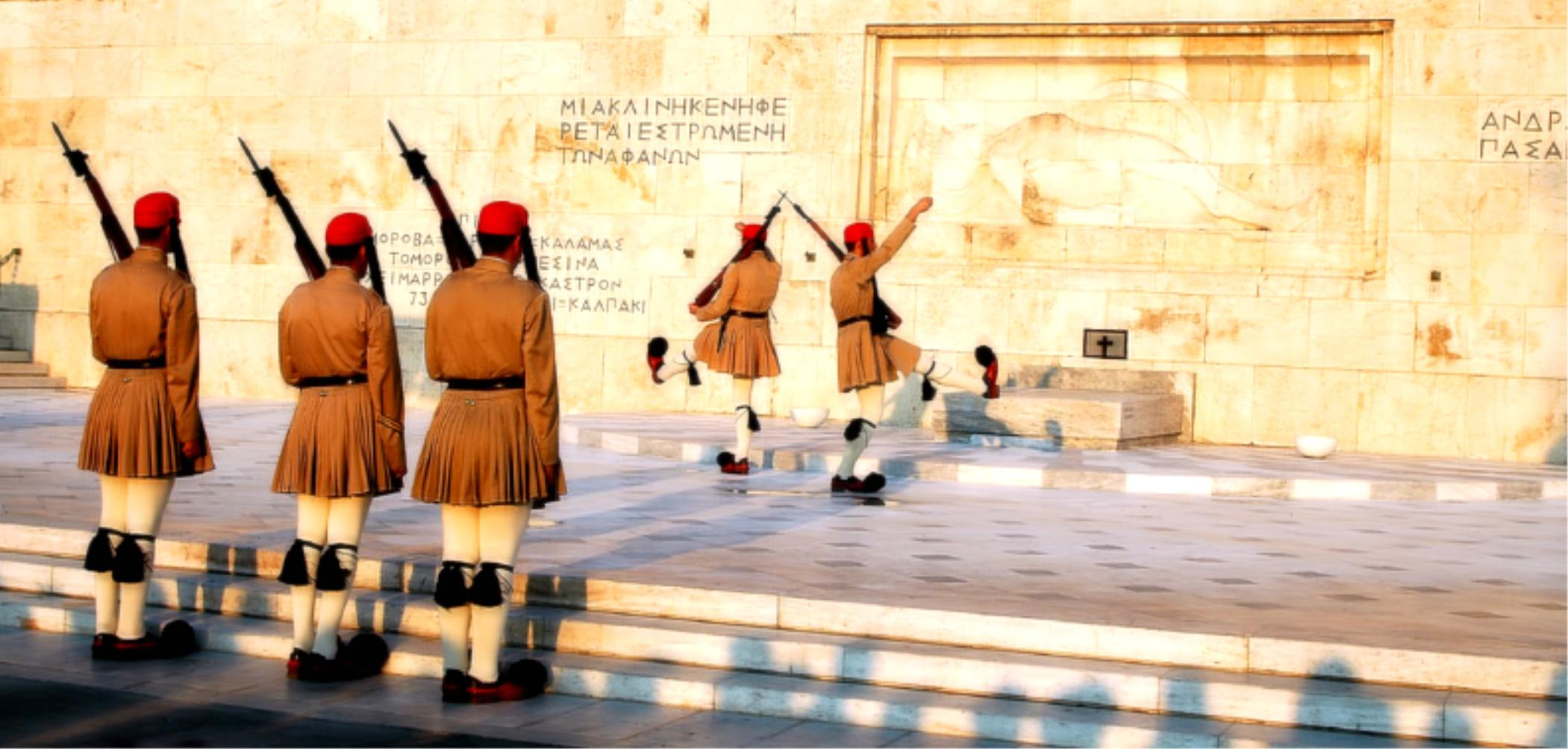
Evzones frente al Parlamento Helénico.

Los evzones visten trajes tradicionales compuestos por la fustanela, una falda con 400 pliegues, uno por cada año que los otomanos ocuparon Grecia, chaleco, medias, zapatos con pompones, chaleco y fez.